# Прапор Архангельської області

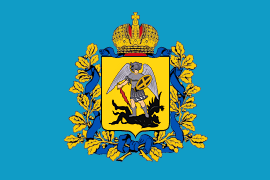
Перший варіант проекту прапора Архангельської області

Другий варіант проекту прапора Архангельської області

Прапор Архангельської області є офіційним символом Архангельської області.
Обласними зборами Архангельської області 23 травня 1995 року в складі Статуту області було затверджене право області на прапор, герб і гімн.
У 2003 році адміністрацією області (Розпорядження №701р) був оголошений конкурс на прапор Архангельської області. Було висунуто три основні варіанти, що згодом скоротилися до двох.
У цей час якийсь із варіантів прапора офіційно не затверджений.
23 вересня 2009 року затверджений офіційний прапор Архангельської області.